# Nauki leśne

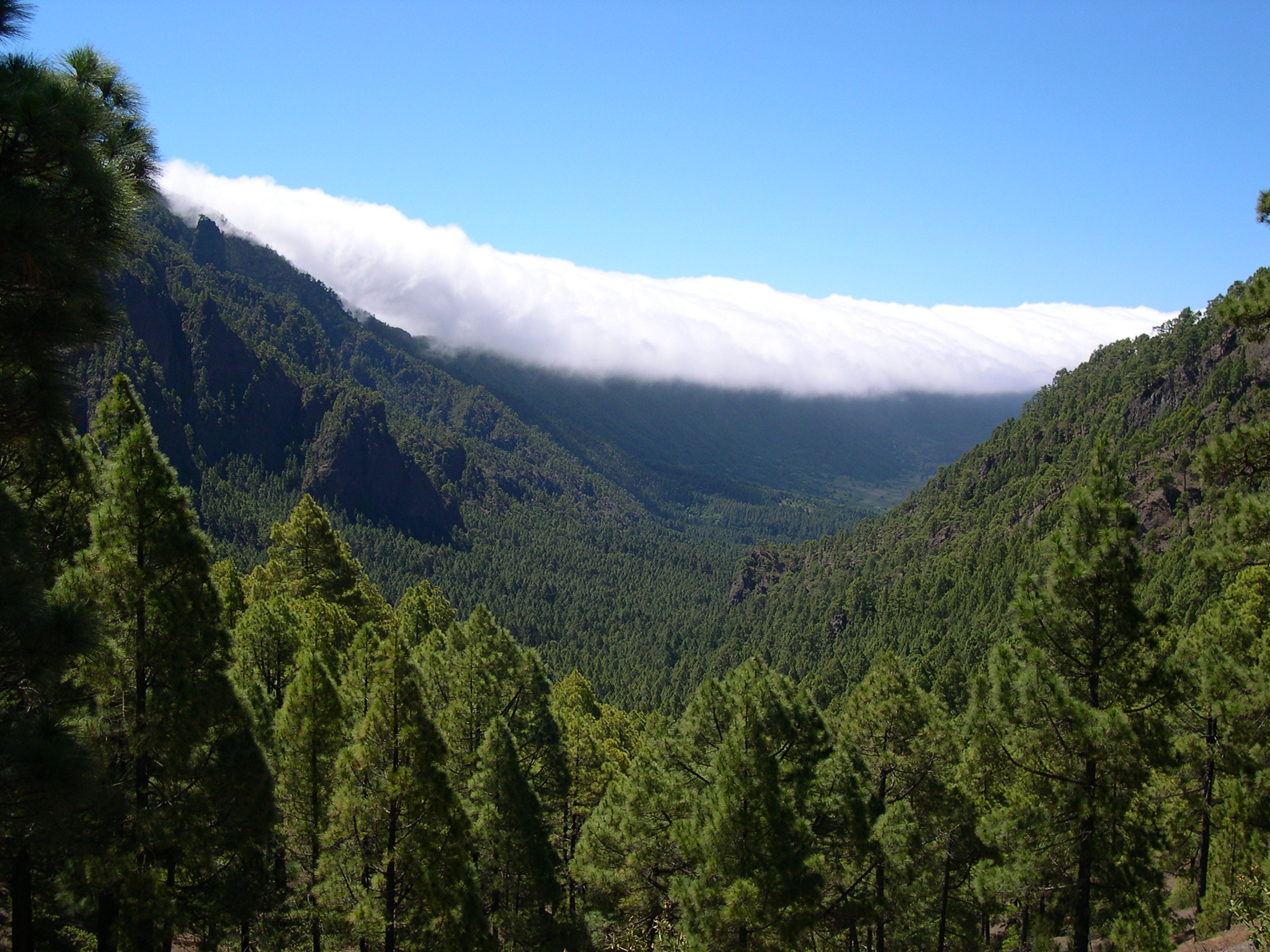
Las na La Palmie

Nauki leśne – dziedzina nauki obejmująca zagadnienia związane z wykorzystaniem lasów i drzew. W polskim systemie klasyfikacji nauk leży w obszarze nauk rolniczych, leśnych i weterynaryjnych, a w jej obrębie wyróżniało się w 2011 r. następujące dyscypliny:
- drzewnictwo
- leśnictwo.

W obowiązującym w Polsce na początku XXI wieku systemie kierunków studiów znajdowały się kierunki takie jak: leśnictwo, technika rolnicza i leśna oraz technologia drewna.
W klasyfikacji OECD leśnictwo wchodzi w skład szeroko rozumianych nauk rolniczych, a w ich obrębie tworzy grupę z naukami rolniczymi w wąskim znaczeniu i rybactwem. Elementy drzewnictwa są włączane w skład inżynierii materiałowej.